# Бубнюк Стефанія Миколаївна
Стефанія Миколаївна Бубнюк (1901, хутір Троянівка (нині у складі села Боднарівка) Гусятинського району Тернопільської області, Україна — 1996, Канада) — українська журналістка, редактор, громадська діячка в Канаді. Медаль Конґресу Українців Канади.

## Життєпис
Навчалася на вчительських курсах у Гусятині.
1926 року виїхала до Канади.
Від 1930 — в головній управі Об'єднання українок Канади.
Редактор журналу «Жіночий світ» у Вінніпезі (1951—1973), співпрацювала з часописами «Новий шлях» та «Український голос».